# St. Johannes der Täufer (Bad Bentheim)

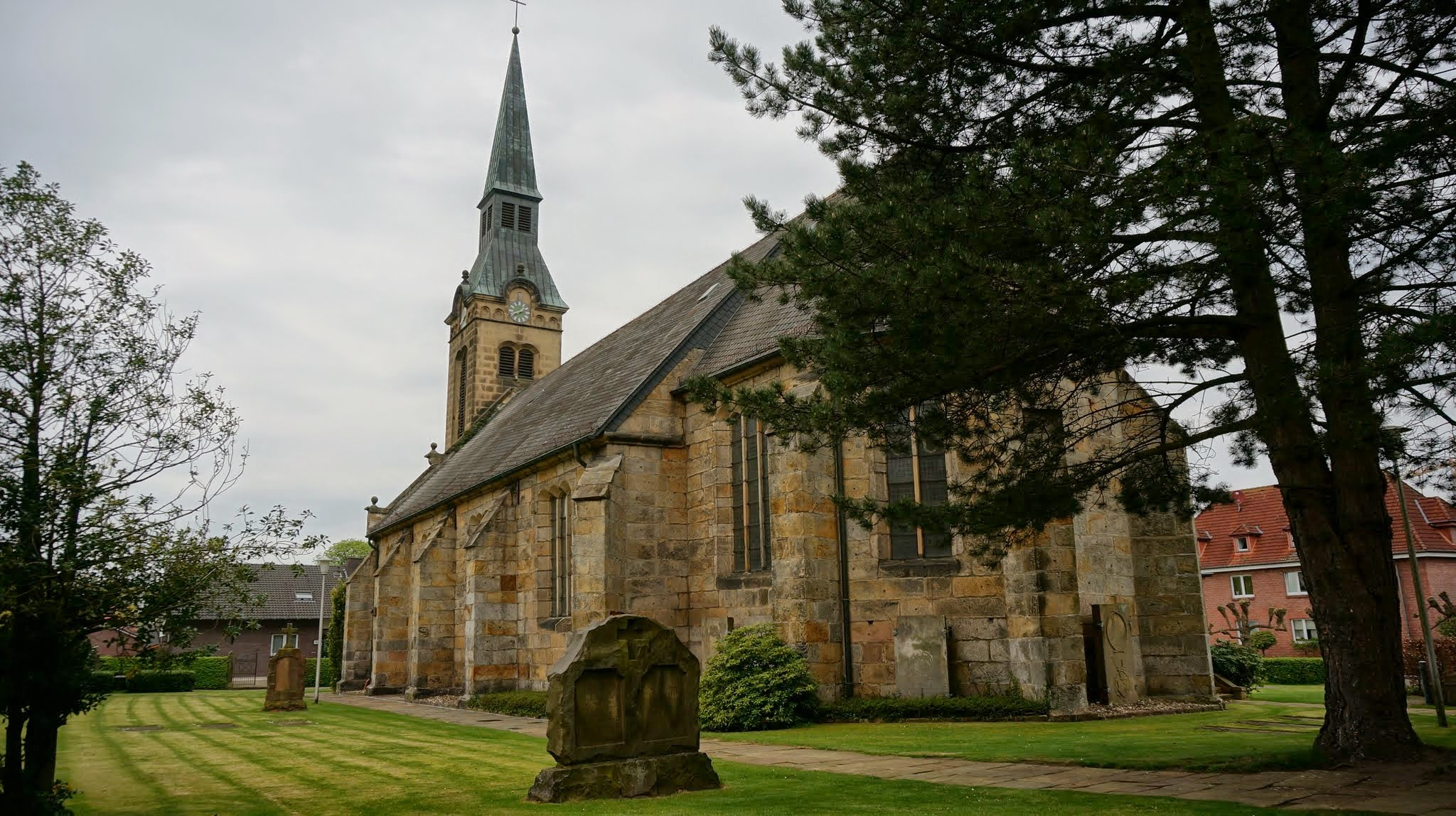
St. Johannes der Täufer

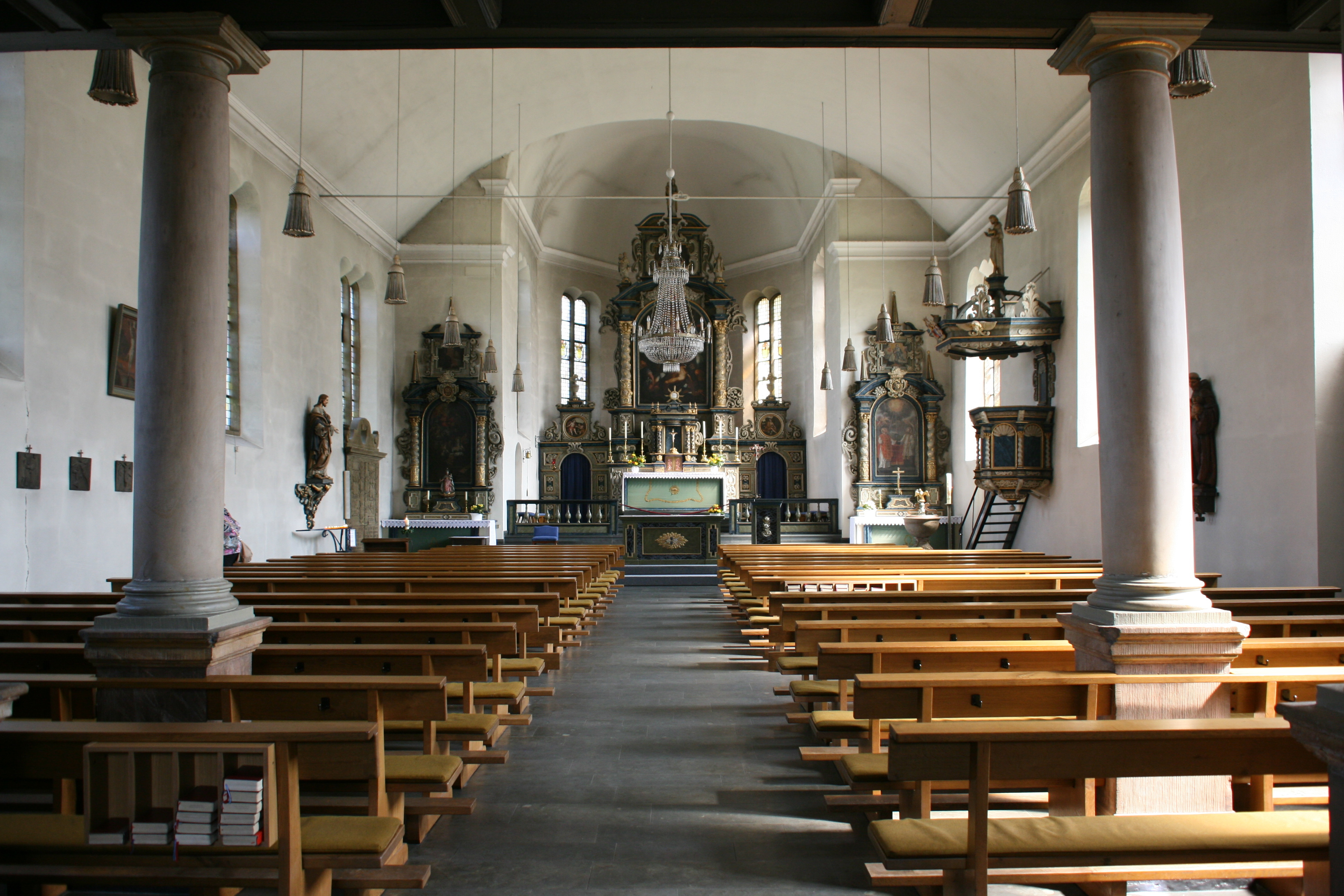
Innenansicht

Die römisch-katholische, denkmalgeschützte Pfarrkirche St. Johannes der Täufer steht in Bad Bentheim, einer Stadt im Landkreis Grafschaft Bentheim in Niedersachsen. Die Kirchengemeinde gehört zum Dekanat Grafschaft Bentheim des Bistums Osnabrück.

## Baugeschichte
Eine 1131 erbaute Kirche wurde im Verlauf des 17. Jahrhunderts baufällig und abgebrochen. 1670 legten Christoph Bernhard von Galen und Ernst Wilhelm zu Bentheim und Steinfurt den Grundstein für eine neue Kirche, die 1674 eingeweiht wurde. Das Langhaus ist außen durch Strebepfeiler in vier Joche gegliedert. Zwischen den Strebepfeilern befinden sich dreibahnige Fenster, die in Korbbogen enden. Das Joch des eingezogenen Chors hat einen dreiseitigen Abschluss mit Strebepfeilern. Der mit einem spitzen Helm bedeckte Kirchturm im Westen wurde 1892 errichtet. In ihm hängen vier Kirchenglocken, die 1952 gegossen wurden. Sie ersetzten die alten Glocken, die im Ersten und Zweiten Weltkrieg eingeschmolzen wurden. Die heutige Sakristei wurde erst 1932 angebaut.

## Ausstattung
Das Innere des Langhauses ist mit einem Spiegelgewölbe überspannt. Zur Kirchenausstattung aus der Erbauungszeit gehört ein Hochaltar mit Bildern von der Auferstehung Jesu Christi und der Johannesschüssel. Im linken Seitenaltar ist die Heilige Familie dargestellt, der rechte Seitenaltar zeigt Ignatius von Loyola. Die Orgel mit 24 Registern, verteilt auf zwei Manuale und ein Pedal, wurde 1953 von Emanuel Kemper & Sohn gebaut. Eine neue Orgel wurde am 30. Juni 2019 eingeweiht.
Graf Ernst Wilhelm ist im Chorraum begraben.